# Georg Wiesner (Fußballspieler)
Georg Wiesner ist ein ehemaliger deutscher Fußballspieler, der für den FC Bayern München aktiv war.

## Karriere
Wiesner spielte als Torhüter in der Saison 1946/47 für den FC Bayern München in der Oberliga Süd, der seinerzeit höchsten deutschen Spielklasse. Sein Debüt gab er am 17. November 1946 (8. Spieltag) beim 5:1-Sieg im Heimspiel gegen den BC Augsburg. Am 24. November (9. Spieltag) und am 22. Dezember (13. Spieltag) bei den jeweiligen 0:2-Niederlagen in den Auswärtsspielen gegen den FSV Frankfurt und den 1. FC Schweinfurt 05 stand er ebenfalls im Tor. Sein letztes Punktspiel bestritt er allerdings als Feldspieler beim 4:1-Sieg im Heimspiel gegen Viktoria Aschaffenburg am 5. Januar 1947 (15. Spieltag), nachdem Stammtorhüter Rudolf Fink wieder ins Tor zurückgekehrt war.